# Kerstpakket

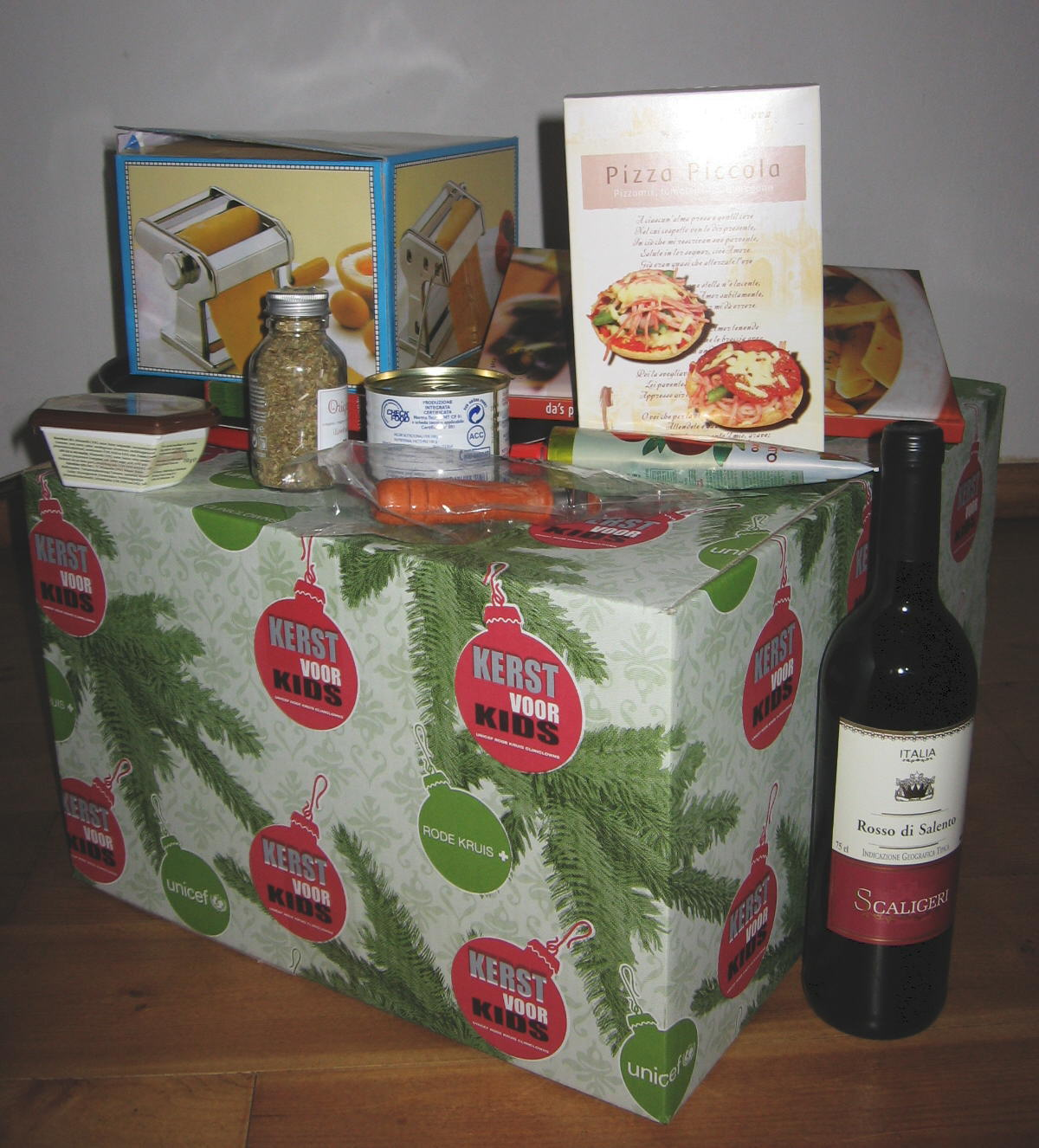
Kerstpakket uitgepakt en uitgestald. Een Italiaans tintje.

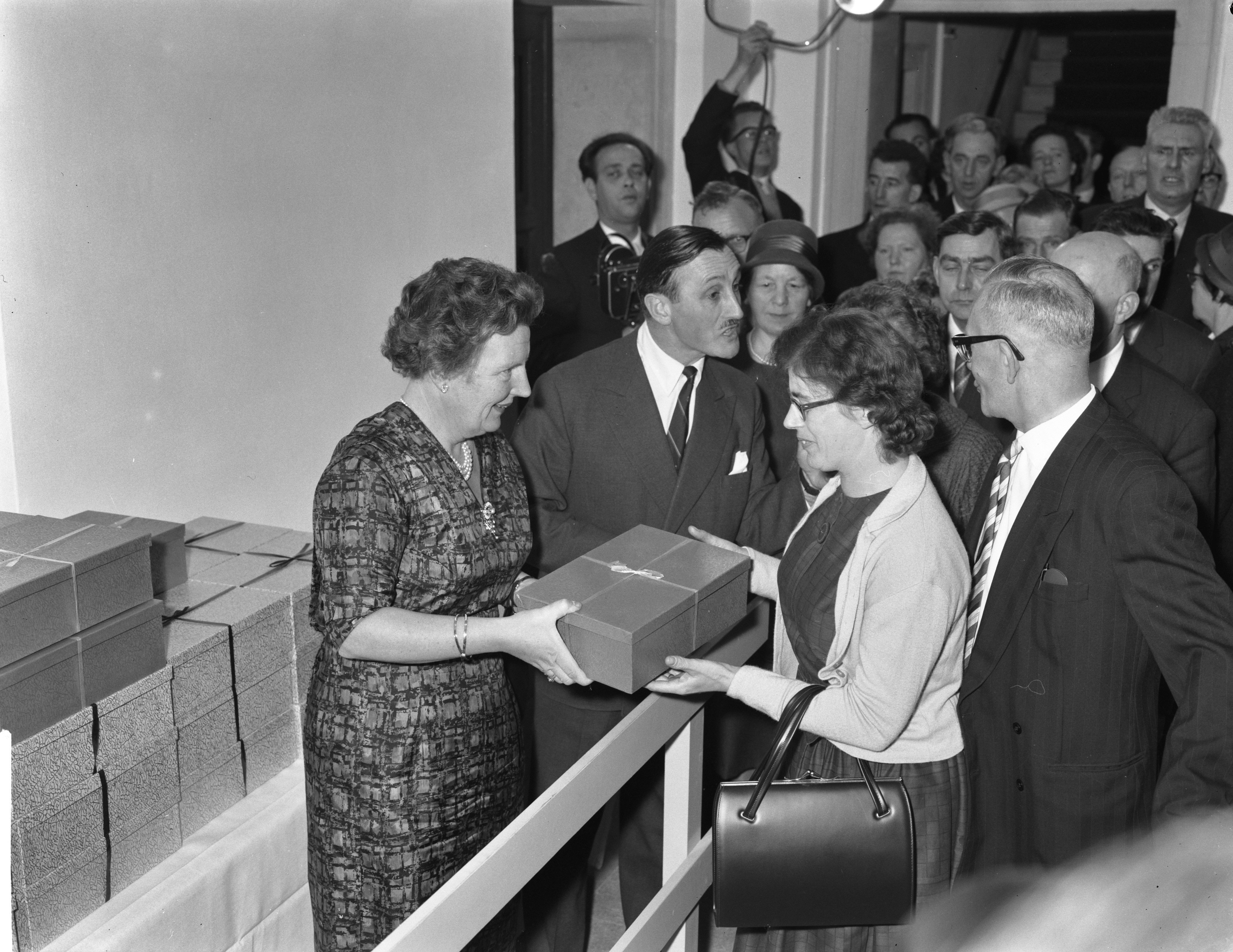
Koningin Juliana deelt kerstpakketten uit aan het personeel, 22 december 1961

Een kerstpakket is een samengesteld cadeau dat bijvoorbeeld een werkgever omstreeks Kerstmis  aan zijn personeelsleden geeft.
Met het kerstpakket willen werkgevers hun werknemers een prettige kerst wensen. 
Het geven van een kerstpakket is een traditie in bijvoorbeeld Nederland en Engeland. 
In Engeland heet het kerstpakket 'Christmas hamper'.
Een kerstpakket is meestal een doos, mand of tas met presentjes. 
De inhoud van een kerstpakket verschilt per jaar. Meestal bevat het luxe levensmiddelen met een blijvend geschenk erbij. Daarnaast zijn er kerstpakketten die door de medewerkers zelf mogen worden uitgezocht en waarbij de medewerker dus een kerstpakket-op-maat krijgt. Dit is vaak een blijvend geschenk, een dagje uit of een donatie aan een goed doel.

## Geschiedenis
Het kerstpakket stamt uit het begin van de 19e eeuw, toen het bewaren van voedsel in de lange wintermaanden nog niet zo eenvoudig was. In sommige streken was het bij de boerenbevolking de gewoonte om mensen, die langs de deur kwamen om de boer en zijn gezin een zalig kerstfeest te wensen, eten en drinken aan te bieden. Ook de knechten en de meiden kregen dan bijvoorbeeld warme chocolademelk of brood, gebakken met rozijnen en amandelspijs.
Het personeel dat bij het boerengezin inwoonde, mocht op tweede kerstdag naar huis om het kerstfeest met hun eigen familie te vieren. Niet alleen hadden zij dan even vrij van het werken op het land, ook kregen ze een mand mee met allerlei lekkere en nuttige zaken voor de gehele familie thuis. Dat maakte het samenzijn met Kerstmis extra feestelijk en werd ook gezien als een blijk van waardering voor het gedane werk. Uit dit gebruik is de traditie zoals we die heden ten dage kennen, namelijk een geschenkenpakket van de werkgever om het kerstfeest voor het hele gezin extra luister bij te zetten, ontstaan.
Andere ambachtslieden namen deze traditie over: hun personeel en leerlingen kregen ook een traktatie waar het hele gezin in kon delen, mee naar huis met Kerstmis. Meestal in de vorm van voedsel en drank, maar steeds vaker in de vorm van kleine presentjes.
Later deden bedrijven en organisaties hetzelfde voor hun medewerkers. Ook bijvoorbeeld werknemers of militairen die tijdens Kerstmis in het buitenland verbleven ontvingen een kerstpakket. Toen Nederlands-Indië nog een Nederlandse kolonie was, bijvoorbeeld, zond Nederland kerstpakketten naar Batavia, voor de aldaar gelegerde soldaten en zelfs naar de diepe binnenlanden van Sumatra. Men was van mening dat elke Nederlander met de kerstdagen een pakje moest krijgen.
De laatste jaren is het voor veel werkgevers gebruikelijk een pakket door een extern bedrijf samen te laten stellen. Dit leidt tevens tot zogenoemde "thema-pakketten": kerstpakketten met geschenken van een bepaald thema. Voorbeelden hiervan zijn een pakket gevuld met Oosters etenswaar, alleen producten in de kleur groen of alleen cadeaus afkomstig uit Italië.
Naast themapakketten zijn ook eigenkeuzeconcepten ontstaan. Dit zijn concepten waarbij medewerkers zelf (meestal via Internet) een kerstpakket mogen uitzoeken. Voor het uitzoeken van een kerstpakket via internet ontvangen medewerkers een bon met daarop een inlogcode waarmee ze kunnen inloggen op een speciale site waarop ze hun kerstpakket kunnen samenstellen dat ze dan per post thuisgestuurd krijgen. Ondertussen (2007) mag zo'n 30% van alle medewerkers zelf een kerstpakket uitzoeken en er is een verschuiving in de markt van traditionele pakketten naar eigenkeuzeconcepten. Daarnaast starten veel bedrijven die traditionele kerstpakketten leveren met eigenkeuzeconcepten om de afname in verkoop van traditionele pakketten op te vangen. Ook worden goede doelen steeds vaker betrokken bij de aankoop van het kerstpakket.
In 2024 worden kerstpakketten steeds kariger, een vakbond geeft aan dat de persoonlijke waardering vanuit de directie afneemt.